# Кубинский конституционный референдум (2019)
Конституционный референдум на Кубе прошёл 24 февраля 2019 года. Он касался одобрения новой Конституции страны, принятой в июле 2018 года Национальной ассамблей народной власти. Реформа Конституции была одобрена 91 % голосов.

## Контекст
После смерти в 2016 году Фиделя Кастро на однопартийных парламентских выборах в марте 2018 года главой государства и правительства был избран Мигель Диас-Канель. В стране продо́лжилась частичная либерализация социалистической экономики страны.

## Конституционные изменения
Изменения в новой Конституции Кубы включают:
- Признание частной собственности.
- Восстановление поста премьер-министра Кубы.
- Воссоздание института президентства: ограничение срока правления президента до двух последовательных 5-летних сроков. До этого Председатель Госсовета Кубы (который неофициально именовался президентом исп. Presidente) избирался на неограниченный срок.
- Запрет на дискриминацию, основанную на признаке пола, по этническому происхождению, инвалидности, сексуальной ориентации и гендерной идентичности.
- Введение презумпции невиновности в юридическую систему.

## Вопрос референдума
Ратифицируете ли вы новую Конституцию республики?
Оригинальный текст (исп.)¿Ratifica usted la nueva Constitución de la República?